# 巨紫堇
巨紫堇（学名：Corydalis gigantea）为罂粟科紫堇属下的一个种。

## 扩展阅读
- 維基物種上的相關：巨紫堇